# محمد رسول الكيلاني
محمد رسول الكيلاني (30 مارس 1933- 2003) أحد رجالات الرعيل الأول أردني من مواليد السلط حاصل على عدة اوسمة منها وسام الاستقلال من الدرجة الأولى والرابعة ووسام الكوكب الأردني من الدرجة الأولى ووسام النهضة من الدرجة الرابعة. كما كّرّم بوسام مئوية الدولة، المٌقدّم من الملك عبد الله الثاني بن الحسين في احتفال عيد الاستقلال بتاريخ 25 أيار\مايو 2021.

## حياته ونشأته
ولد محمد رسول الكيلاني في مدينة السلط، في محافظة البلقاء لعائلة أصولها من نابلس، كانت ولادته في الثلاثين من شهر آذار عام 1933، حيث كانت إمارة شرق الأردن في معترك مرحلة التأسيس، في ظل ظروف اقتصادية وسياسية بالغة الصعوبة. وقد ترعرع الكيلاني في هذه المدينة المليئة الحياة في مختلف المجالات، مع أشقاءه صبحي وموسى وابراهيم، حيث تلقى بعض المهارات الدراسية في الكتّاب، لكنه سرعان ما التحق بالمدرسة الابتدائية، وقد تميز بجديته وتفانيه في الدراسة، والالتزام بالأخلاق الكريمة والصفات النبيلة، وبعد أن تمكن من إنهاء المرحلة الابتدائية بنجاح بتميز، انتقل إلى مدرسة السلط الثانوية وهي أول مدرسة ثانوية في إمارة شرق الأردن، وخلال دراسته في هذه المدرسة، بدأ وعيه الوطني والسياسي بالتشكل، وقد زامل وتعرف على عدد من رجالات البلاد في مختلف المجالات، وكانت المدرسة ومن خلال مدرسيها وطلبتها، منفتحة على الأحداث السياسية والعسكرية في المنطقة العربية، وتتفاعل معها من خلال المسيرات والوطنية، التي تطالب بحرية العرب واستقلالهم الحقيقي.

## دراسته
انهى دراسته الثانوية، وتخرج من مدرسة السلط حاصلاً شهادة الثانوية العامة، وكان من الطلبة والمجتهدين، تابع مشواره في الدراسة، فقد رغب في الدراسة الجامعية، ولم يكن في الأردن في تلك الفترة جامعات، فسافر إلى سوريا، حيث التحق بالجامعة السورية (لاخقا تم تسميتها جامعة دمشق)، وأصبح طالباً في كلية الحقوق، وقد تخرج من جامعة دمشق عام 1956، حاصلاً على لسانس في الحقوق والدبلوم في العلوم المالية والاقتصادية.

## مناصبه
عاد محمد رسول الكيلاني إلى الأردن، ليتفرغ لحياته العملية التي بدأها قبل ذلك، عندما عمل مدرساً في مدارس وزارة التربية والتعليم، وذلك خلال عامي 1953 و1957، وكانت هذه مرحلة غنية بالخبرة، وقربته كثيراً من الناس من مختلف الفئات. وبعد عمله الناجح، التحقق بالجيش العربي القوات المسلحة الأردنية برتبة ملازم، ثم أصبح مستشاراً للعدل في الجيش العربي حتى عام 1960، لدراسته الجامعية في الحقوق، وفي عام 1961 تم نقله إلى جهاز الأمن العام حيث تمت ترقيته إلى رتبة رئيس أول ونائباً لمدير المباحث العامة، حيث تم ترقيته عندها ليصبح برتبة مقدم، وقد لفت الانتباه بما تميز به من ذكاء، وقدرة ودقة في التحليل وبراعة في جمع المعلومات وتصنيفها، بالإضافة لما تمتع به من انضباط والتزام، ليصبح مديراً لمكتب التحقيقات السياسية، وكان عندها قد رقي إلى رتبة عقيد من عام 1962 وحتى عام 1964 تقلد منصب مدير المخابرات العامة في نيسان من عام 1964، وقد استمر بهذا المنصب حتى عام 1968، وكانت له جهود كبيرة في تطوير وتحديث جهاز المخابرات العامة، حتى أعتبر مؤسس المخابرات الأردنية الحديثة، في فترة بالغة الصعوبة، وكثيرة التعقيد محلياً وخارجياً. بعد مغادرة منصب مدير عام المخابرات العامة، عين سفيراً فوق العادة في وزارة الخارجية، لكن وبعد مضي سبعة أشهر، أصبح مديراً لمديرية الأمن العام حتى عام 1969.

### الحياة السياسية
بعد هذا المنصب دخل إلى الحياة السياسية حيث أسندت حقيبة وزارة الداخلية، في فترة بالغة الحساسية حتى شهر شباط عام 1970، ونتيجة للأحداث الأمنية التي شهدها الأردن مطلع السبعينيات من القرن الماضي واحداث أيلول الأسود، عين مستشاراً للمغفور له الملك الحسين بن طلال لشؤون الأمن القومي، ومديراً للمخابرات العامة، وقد أخذ عليه، صرامته وعدم تهاونه في فيما يتعلق بأمن الوطن والمواطن.
عمل مديراً للمخابرات العامة مرة أخرى حتى عام 1974، حيث أحيل على التقاعد من الخدمة العسكرية، وفي عام 1984 عين سفيراً للأردن في المملكة العربية السعودية حتى عام 1988، حيث عاد إلى الأردن بعدها، وقد صدرت الإرادة الملكية بتعيينه عضواً في مجلس الأعيان الأردني، حيث استمر عضواً في مجلس الأعيان من عام 1988 وحتى عام 1993، وبعد انفضاض المجلس عين مستشاراً للمغفور له الملك حسين بن طلال لشؤون الأمن القومي، وذلك خلال الفترة من عام 1993 وحتى عام 1996.
وأعيد تعيينه عضواً في مجلس الأعيان الأردني  منذ عام 1996 وحتى عام 2003، وقد عرف الكيلاني بعمله الجاد والمخلص، ونهض بمسؤولياته حتى لحظاته الأخيرة، ولم تثبط عزيمته التهديدات أو محاولات الاغتيال، التي فشلت في النيل منه أو من مواقفه.

## وفاته
توفي 29 كانون أول عام 2003.

## المناصب
- 1960 - 1962 مستشار قانوني، الأمن العام.
- 1962 - 1964 مدير مكتب التحقيقات السياسية.
- 1964 - 1968 أول مدير لدائرة المخابرات العامة الاردنية
- 1968 - 1969 مدير الامن العام.
- 1969 - 1970 وزير الداخلية.
- 1971 مستشار الأمن القومي.
- 1971 - 1973 سفير فوق العادة في وزارة الخارجية.
- 1973 - 1974 مستشار الملك الحسين للامن القومي ومدير المخابرات.
- 1984 - 1988 سفير الأردن لدى المملكة العربية السعودية.
- 1988 - 1993 عضو مجلس الأعيان الأردني.
- 1993 - 1996 مستشار الملك حسين للامن القومي.
- 1996 - 2003 عضو مجلس الأعيان الأردني.